# Arte del Sudeste Asiático

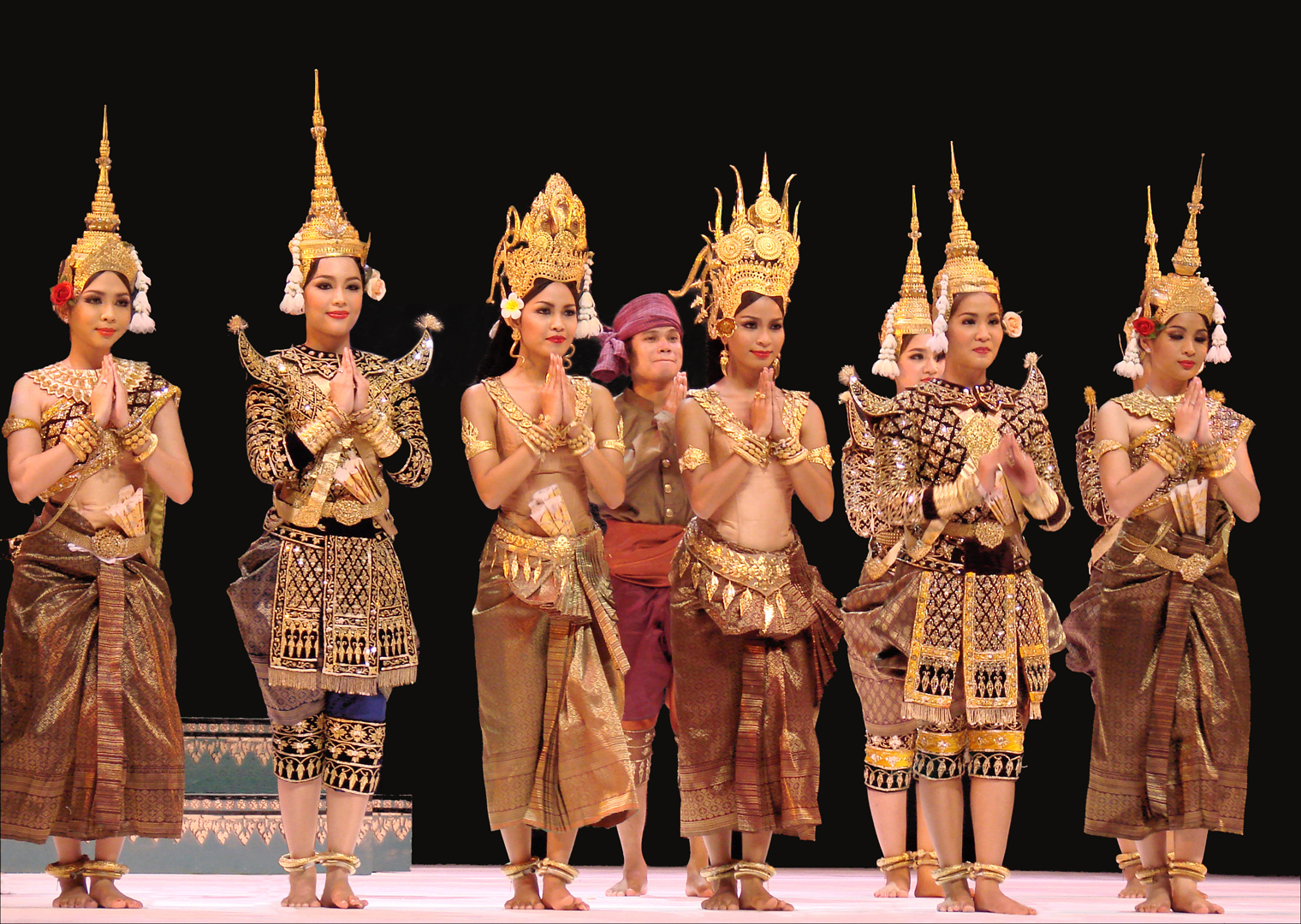
El Ballet Real de Camboya (París, Francia 2010).

El arte del Sudeste Asiático no tiene afinidad con el arte de otras áreas. La danza en una buena parte del Sudeste Asiático también incluye movimiento de las manos, así como de los pies para expresar la emoción y el significado de la danza sobre la historia que la bailarina va a contar a la audiencia. La mayoría del Sudeste Asiático consolida la danza en su corte, según el ballet real camboyano se representó a principios del siglo VII antes del Imperio jemer el cual estuvo altamente influenciado por el hinduismo indio. La danza Apsara, famosa por movimientos enérgicos de pies y manos, es una gran ejemplo de danza simbólica hinduista. El teatro de títeres y el teatro de sombras fueron también una forma favorecida de entretenimiento en siglos pasados como el famoso conocido como el Wayang de Indonesia. El arte y la literatura en alguna parte del Sudeste Asiático está bastante influenciada por lo que el hinduismo les trajo siglos atrás.

## Artes plásticas
Los tai, llegando tarde al Sudeste Asiático, trajeron con ellos algunas tradiciones artísticas chinas, pero pronto se perdieron en favor de las tradiciones jemer y mon, y los únicos indicios de su anterior contacto con las artes chinas fueron en el estilo de sus templos, especialmente el reducido tejado, y en su lacado.
En Indonesia, a pesar de que la conversión al islam se opuso a ciertas formas de arte, se ha retenido muchas formas de prácticas, culturas, artes y literaturas influenciadas por el hinduismo. Un ejemplo sería el Wayang kulit (teatro de sombras) y literaturas como el Ramayana. Esto también es cierto para el Sudeste Asiático continental (excluyendo Vietnam). Los movimientos de danza, los dioses hindús y el arte también se fusionaron en las culturas tai, jemer, lao y birmana. Se ha señalado que las artes clásicas indonesias y jemer estaban interesadas en representar la vida de los dioses, pero para la mente del Sudeste Asiático la vida de los dioses era la vida de los propios pueblos—alegres, terrenales, aunque divinos.

## Música

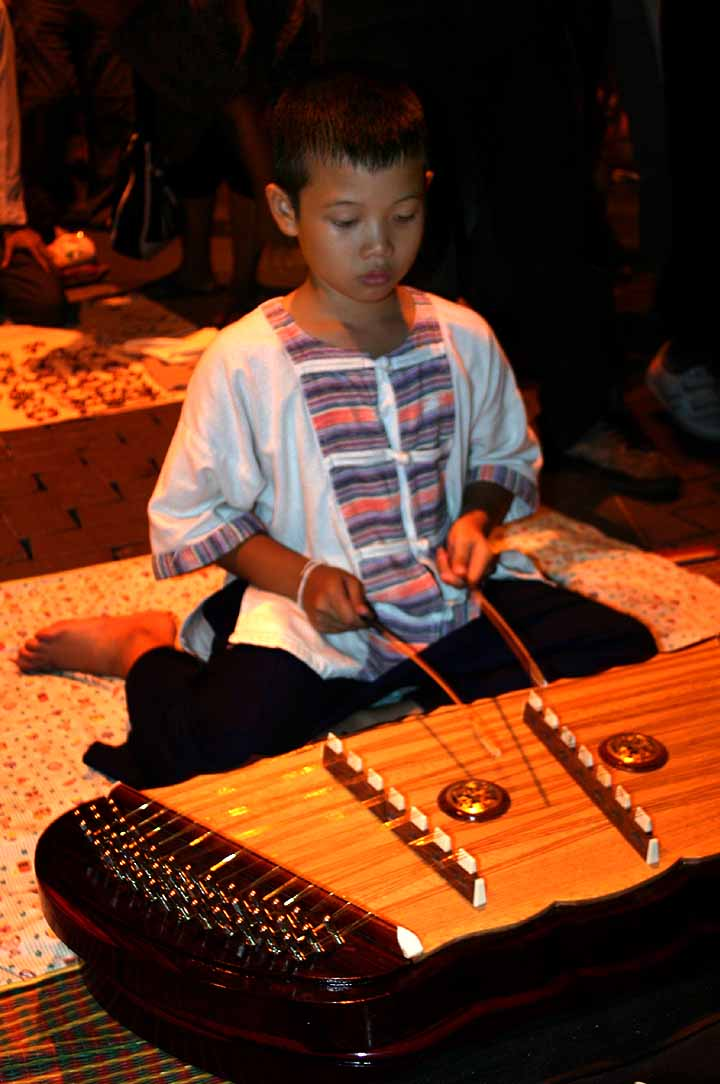
Un chico tai toca el khim, un instrumento tai tradicional similar al yangqin de China.*[https://web.archive.org/web/20090311000030/http://www.sriwittayapaknam.ac.th/multimedia/s_khim.html Audio del Khim

La música tradicional en el Sudeste Asiático es tan variada como sus muchas divisiones culturales y étnicas. Los principales estilos de música tradicional que pueden verse son: música cortesana, música folk, estilos de música de grupos étnicos menores y música influenciada por géneros fuera de la región geográfica.
De los géneros cortenaos y folk, las orquestas y conjuntos de Gong-chime forman la mayoría (siendo la excepción las áreas de tierras bajas de Vietnam). Las orquestas de Gamelán de Indonesia, los conjuntos de Piphat/Pinpeat de Tailandia y Camboya y los conjuntos de Kulintang del sur de Filipinas, Borneo, Célebes y Timor son los tres principales estilos distintos de géneros musicales que han influenciado otros estilos musicales tradicionales en la región. Los instrumentos de cuerda también son populares en la región.

## Escritura

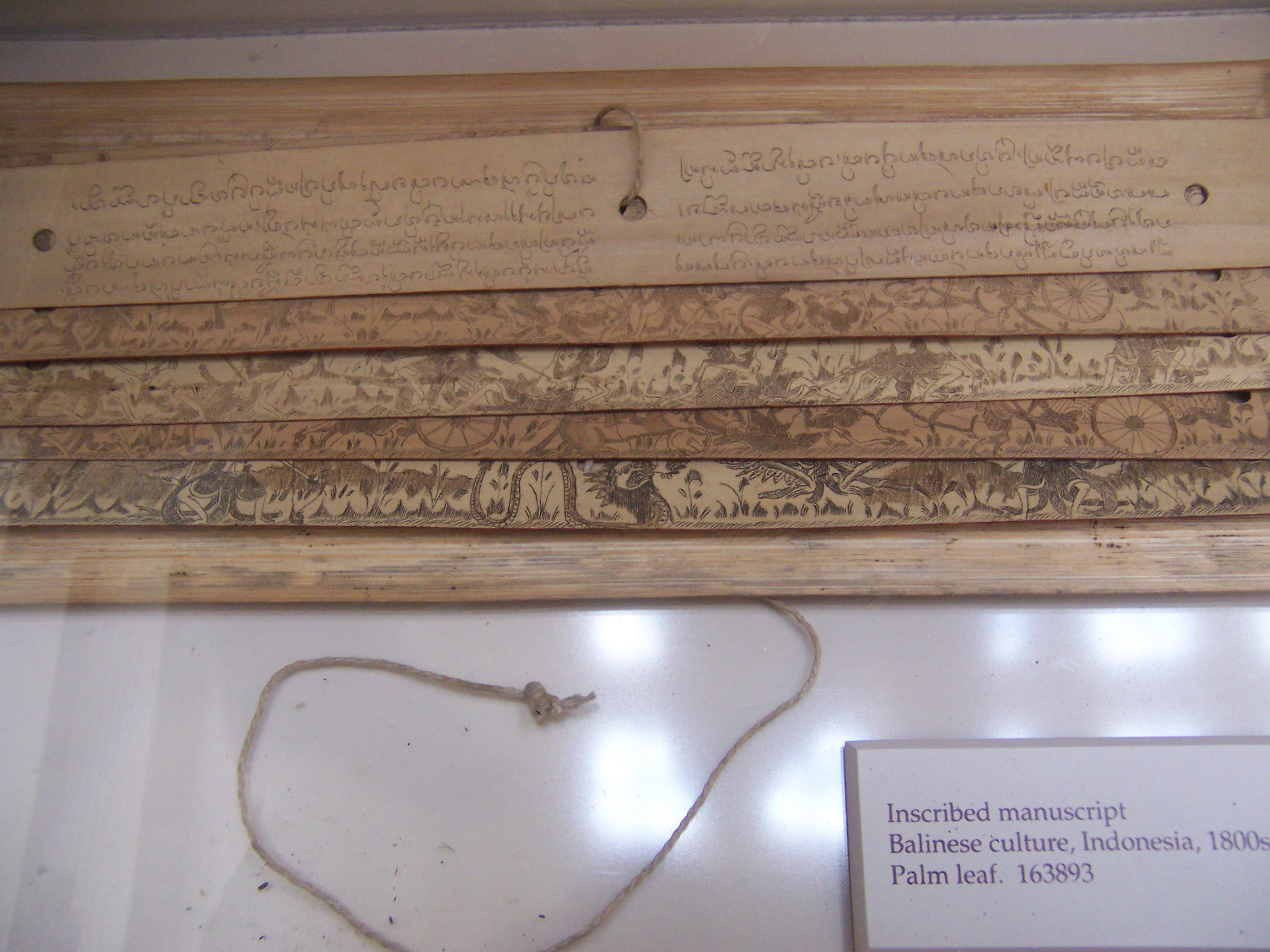
Escritura balinesa en hojas de palmera. Los objetos pueden verse en el Museo Field, Chicago, Illinois.

La historia del Sudeste Asiático ha llevado a una riqueza de diferentes autores, tanto escribiendo o sin escribir sobre la región.
Originalmente, los indios fueron los que enseñaron a los habitantes nativos sobre escritura. Este se muestra a través de las formas bráhmicas de escritura presente en la región como la escritura Balinese mostrada en una hoja de palmera separada llamada lontar (véase imagen a la izquierda — aumenta la imagen para ver la escritura en el lado plano, y la decoración en el lado opuesto).
La antigüedad de esta forma de escritura se extiende antes de la invención del papel alrededor del año 100 en China. Toma nota que cada sección de hoja de palmera tenía solo varias líneas, escritas longitudinalmente a lo largo de la hoja, y estaban atadas con un cordel a las otras secciones. La porción exterior estaba decorada. Los alfabetos del Sudeste Asiático tendían a ser abugidas, hasta la llegada de los europeos, que usaban palabras que también terminaban en consonantes, no solo vocales. Otras formas de documentos oficiales, que no usaban papel, incluían los pergaminos grabados javaneses. Este material habría sido más duradero que el papel en el clima tropical del Sudeste Asiático.
- Datos: Q16532933